# 20.ª etapa de la Vuelta a España 2021
La 20.ª etapa de la Vuelta a España 2021 tuvo lugar el 4 de septiembre de 2021 entre Sangenjo y Mos sobre un recorrido de 202,2 km y fue ganada por el francés Clément Champoussin del equipo AG2R Citroën. El esloveno Primož Roglič mantuvo el liderato antes de la contrarreloj final.

## Clasificación de la etapa
| Sanxenxo - Mos | etapa de montaña | (202,2 km) |

| \| Clasificación de la etapa \| Clasificación de la etapa \| Clasificación de la etapa \| Clasificación de la etapa \| Clasificación de la etapa \| \| Ciclista \| Ciclista \| Equipo \| Tiempo \| \| \| ------------------------- \| ------------------------- \| ------------------------- \| ------------------------- \| ------------------------- \| \| 1.º \| Clément Champoussin \| AG2R Citroën Team \| 5 h 21 min 50 s \| \| \| 2.º \| Primož Roglič \| Jumbo-Visma \| + 6 s \| \| \| 3.º \| Adam Yates \| Ineos Grenadiers \| + 8 s \| \| \| 4.º \| Enric Mas \| Movistar Team \| + 8 s \| \| \| 5.º \| Jack Haig \| Bahrain Victorious \| + 12 s \| \| \| 6.º \| Chris Hamilton \| Team DSM \| + 16 s \| \| \| 7.º \| Mikel Bizkarra \| Euskaltel-Euskadi \| + 23 s \| \| \| 8.º \| Ryan Gibbons \| UAE Team Emirates \| + 26 s \| \| \| 9.º \| Gino Mäder \| Bahrain Victorious \| + 26 s \| \| \| 10.º \| Floris De Tier \| Alpecin-Fenix \| + 50 s \| \| |                     |                    |                 |
| |                     |                    |                 |
| Fuente: ProCyclingStats |                     |                    |                 |
| Clasificación de la etapa |                     |                    |                 |
| Ciclista | Ciclista            | Equipo             | Tiempo          |
| 1.º | Clément Champoussin | AG2R Citroën Team  | 5 h 21 min 50 s |
| 2.º | Primož Roglič       | Jumbo-Visma        | + 6 s           |
| 3.º | Adam Yates          | Ineos Grenadiers   | + 8 s           |
| 4.º | Enric Mas           | Movistar Team      | + 8 s           |
| 5.º | Jack Haig           | Bahrain Victorious | + 12 s          |
| 6.º | Chris Hamilton      | Team DSM           | + 16 s          |
| 7.º | Mikel Bizkarra      | Euskaltel-Euskadi  | + 23 s          |
| 8.º | Ryan Gibbons        | UAE Team Emirates  | + 26 s          |
| 9.º | Gino Mäder          | Bahrain Victorious | + 26 s          |
| 10.º | Floris De Tier      | Alpecin-Fenix      | + 50 s          |

## Clasificaciones al final de la etapa

### Clasificación general
| \| Clasificación general \| Clasificación general \| Clasificación general \| Clasificación general \| Clasificación general \| \| Ciclista \| Ciclista \| Equipo \| Tiempo \| \| \| --------------------- \| --------------------- \| --------------------- \| --------------------- \| --------------------- \| \| 1.º \| Primož Roglič \| Jumbo-Visma \| 83 h 11 min 27 s \| \| \| 2.º \| Enric Mas \| Movistar Team \| + 2 min 38 s \| \| \| 3.º \| Jack Haig \| Bahrain Victorious \| + 4 min 48 s \| \| \| 4.º \| Adam Yates \| Ineos Grenadiers \| + 5 min 48 s \| \| \| 5.º \| Gino Mäder \| Bahrain Victorious \| + 8 min 14 s \| \| \| 6.º \| Egan Bernal \| Ineos Grenadiers \| + 11 min 38 s \| \| \| 7.º \| Sepp Kuss \| Jumbo-Visma \| + 13 min 42 s \| \| \| 8.º \| Guillaume Martin \| Cofidis \| + 16 min 11 s \| \| \| 9.º \| David de la Cruz \| UAE Team Emirates \| + 16 min 19 s \| \| \| 10.º \| Felix Großschartner \| Bora-Hansgrohe \| + 20 min 30 s \| \| |                     |                    |                  |
| |                     |                    |                  |
| Fuente: ProCyclingStats |                     |                    |                  |
| Clasificación general |                     |                    |                  |
| Ciclista | Ciclista            | Equipo             | Tiempo           |
| 1.º | Primož Roglič       | Jumbo-Visma        | 83 h 11 min 27 s |
| 2.º | Enric Mas           | Movistar Team      | + 2 min 38 s     |
| 3.º | Jack Haig           | Bahrain Victorious | + 4 min 48 s     |
| 4.º | Adam Yates          | Ineos Grenadiers   | + 5 min 48 s     |
| 5.º | Gino Mäder          | Bahrain Victorious | + 8 min 14 s     |
| 6.º | Egan Bernal         | Ineos Grenadiers   | + 11 min 38 s    |
| 7.º | Sepp Kuss           | Jumbo-Visma        | + 13 min 42 s    |
| 8.º | Guillaume Martin    | Cofidis            | + 16 min 11 s    |
| 9.º | David de la Cruz    | UAE Team Emirates  | + 16 min 19 s    |
| 10.º | Felix Großschartner | Bora-Hansgrohe     | + 20 min 30 s    |

### Clasificación por puntos
| Clasificación por puntos | Clasificación por puntos | Clasificación por puntos | Clasificación por puntos | Clasificación por puntos |
| Ciclista                 | Ciclista                 | Equipo                   | Puntos                   |                          |
| ------------------------ | ------------------------ | ------------------------ | ------------------------ | ------------------------ |
| 1.º                      | Fabio Jakobsen           | Deceuninck-Quick Step    | 250 pts                  |                          |
| 2.º                      | Primož Roglič            | Jumbo-Visma              | 179 pts                  |                          |
| 3.º                      | Matteo Trentin           | UAE Team Emirates        | 145 pts                  |                          |
| 4.º                      | Magnus Cort              | EF Education-Nippo       | 144 pts                  |                          |
| 5.º                      | Alberto Dainese          | Team DSM                 | 120 pts                  |                          |
| 6.º                      | Michael Matthews         | BikeExchange             | 114 pts                  |                          |
| 7.º                      | Enric Mas                | Movistar Team            | 113 pts                  |                          |
| 8.º                      | Andrea Bagioli           | Deceuninck-Quick Step    | 101 pts                  |                          |
| 9.º                      | Arnaud Démare            | Groupama-FDJ             | 91 pts                   |                          |
| 10.º                     | Romain Bardet            | Team DSM                 | 89 pts                   |                          |

### Clasificación de la montaña
| Clasificación de la montaña | Clasificación de la montaña | Clasificación de la montaña | Clasificación de la montaña | Clasificación de la montaña |
| Ciclista                    | Ciclista                    | Equipo                      | Puntos                      |                             |
| --------------------------- | --------------------------- | --------------------------- | --------------------------- | --------------------------- |
| 1.º                         | Michael Storer              | Team DSM                    | 80 pts                      |                             |
| 2.º                         | Romain Bardet               | Team DSM                    | 61 pts                      |                             |
| 3.º                         | Primož Roglič               | Jumbo-Visma                 | 51 pts                      |                             |
| 4.º                         | Damiano Caruso              | Bahrain Victorious          | 33 pts                      |                             |
| 5.º                         | Rafał Majka                 | UAE Team Emirates           | 33 pts                      |                             |
| 6.º                         | Jack Haig                   | Bahrain Victorious          | 23 pts                      |                             |
| 7.º                         | Sepp Kuss                   | Jumbo-Visma                 | 19 pts                      |                             |
| 8.º                         | Enric Mas                   | Movistar Team               | 17 pts                      |                             |
| 9.º                         | Egan Bernal                 | Ineos Grenadiers            | 16 pts                      |                             |
| 10.º                        | Fabio Aru                   | Qhubeka NextHash            | 16 pts                      |                             |

### Clasificación de los jóvenes
| Clasificación del mejor joven | Clasificación del mejor joven | Clasificación del mejor joven | Clasificación del mejor joven | Clasificación del mejor joven |
| Ciclista                      | Ciclista                      | Equipo                        | Tiempo                        |                               |
| ----------------------------- | ----------------------------- | ----------------------------- | ----------------------------- | ----------------------------- |
| 1.º                           | Gino Mäder                    | Bahrain Victorious            | 83 h 19 min 41 s              |                               |
| 2.º                           | Egan Bernal                   | Ineos Grenadiers              | + 3 min 24 s                  |                               |
| 3.º                           | Juan Pedro López              | Trek-Segafredo                | + 18 min 04 s                 |                               |
| 4.º                           | Rémy Rochas                   | Cofidis                       | + 39 min 33 s                 |                               |
| 5.º                           | Clément Champoussin           | AG2R Citroën Team             | + 43 min 51 s                 |                               |
| 6.º                           | Steff Cras                    | Lotto-Soudal                  | + 1 h 10 min 04 s             |                               |
| 7.º                           | Jefferson Cepeda              | Caja Rural-Seguros RGA        | + 1 h 42 min 02 s             |                               |
| 8.º                           | Pavel Sivakov                 | Ineos Grenadiers              | + 1 h 53 min 13 s             |                               |
| 9.º                           | Gotzon Martín                 | Euskaltel-Euskadi             | + 1 h 56 min 47 s             |                               |
| 10.º                          | Michael Storer                | Team DSM                      | + 2 h 11 min 31 s             |                               |

### Clasificación por equipos
| Clasificación por equipos | Clasificación por equipos          | Clasificación por equipos | Clasificación por equipos |
| Equipo                    | Equipo                             | Tiempo                    |                           |
| ------------------------- | ---------------------------------- | ------------------------- | ------------------------- |
| 1.º                       | Bahrain Victorious                 | 249 h 58 min 43 s         |                           |
| 2.º                       | Jumbo-Visma                        | + 10 min 33 s             |                           |
| 3.º                       | Ineos Grenadiers                   | + 32 min 37 s             |                           |
| 4.º                       | UAE Team Emirates                  | + 1 h 06 min 01 s         |                           |
| 5.º                       | Intermarché-Wanty-Gobert Matériaux | + 1 h 10 min 14 s         |                           |
| 6.º                       | Movistar Team                      | + 1 h 14 min 45 s         |                           |
| 7.º                       | AG2R Citroën Team                  | + 1 h 36 min 44 s         |                           |
| 8.º                       | Cofidis                            | + 2 h 11 min 51 s         |                           |
| 9.º                       | Trek-Segafredo                     | + 2 h 31 min 14 s         |                           |
| 10.º                      | Team DSM                           | + 3 h 03 min 43 s         |                           |

## Abandonos
Aleksandr Vlasov y Oier Lazkano no tomaron la salida y Miguel Ángel López no completó la etapa.